# Романов, Пантелеймон Сергеевич
Пантелеймон Сергеевич Романов (12 [24] июля 1884, с. Петровское, Одоевский уезд, Тульская губерния — 8 апреля 1938, Москва) — русский советский писатель, прозаик и драматург.

## Биография

### Происхождение
Пантелеймон Романов происходил из обедневших потомственных дворян. Мать Мария Ивановна из духовной семьи, была дочерью псаломщика села Сныхова, отец Сергей Фёдорович — мелким чиновником, владельцем небольшого хутора, приобретённого на средства, вырученные от продажи Петровского. Детство Пантелеймона прошло на фоне традиционного сельского быта, вместе с деревенскими ребятами и мужиками: он научился косить сено, вязать снопы, заниматься молотьбой, пас скотину; любимым занятием была рыбная ловля. Принимал участие в деревенских праздниках и развлечениях — играл на гармошке, умел петь и плясать.
Начал учиться в городском училище им. В. А. Жуковского в уездном городе Белёве Тульской губернии, затем поступил в Тульскую гимназию, в которой провёл восемь лет. Учился ниже среднего, однажды остался на второй год, любимыми увлечениями были химические опыты и разработка планов кругосветного путешествия. Начал сочинять в возрасте около десяти лет.
Много и жадно Пантелеймон читал классиков, «пытаясь понять, каким образом великие писатели добивались столь поразительного эффекта, что их творения воспринимаешь как живую жизнь».
Несколько лет в отрочестве Романов изо дня в день выписывал в тетрадь особенно яркие, живые места из книг маститых писателей, стараясь освоить методы и закономерности вербального изображения действительности, учился «выражать словом всё, что останавливало на себе внимание» — поведение и поступки окружающих людей, их настроение, слова и диалоги, состояние природы.

### Литературная деятельность
В 1903 году, в последних классах гимназии, Романов приступил к повести о детстве, которую завершил в 1924 году. В 1906—1907 годах Романов создал философско-этическое сочинение «Заветы новой жизни».
В 1909 году Романов впервые послал для отзыва свой этюд «Суд» и отрывки из «Детства» писателю В. Г. Короленко и получил не восторженный, но обнадёживающий отзыв. Первые опубликованные сочинения, рассказы «Отец Фёдор», «Суд», повесть «Писатель» не принесли Романову известности как литератору. Гонорары были ничтожны, родственники упрекали молодого автора в иждивенчестве. В это время будущий писатель зарабатывал себе на жизнь конторщиком в банке, что позволило ему много путешествовать по России и набирать впечатления.
После окончания гимназии, в 1905 году, Пантелеймон Романов поступил на юридический факультет Московского университета, но вскоре бросил его ради создания «художественной науки о человеке». Вместо учёбы работал в родной деревне и занялся самообразованием и писательством; ранние публикации (рассказы и очерки) в «Русской мысли» и «Русских ведомостях» (1911—1917) вызвали сочувственную (с рядом замечаний) реакцию Горького и Короленко; в 1918 печатал в газете «Новая жизнь» критичные к большевизму очерки о деревне. Во время Первой мировой войны служил в Петрограде (призыву не подлежал по здоровью), с конца 1919 года в Москве, где приступил к написанию эпопеи «Русь». В том же году женился на балерине Антонине Михайловне Шаломытовой.
Известность Романов получил уже при Советской власти, в начале 1920-х годов, как писатель и исполнитель собственных произведений; имел незаурядный талант чтеца-актёра и с большим успехом выступал перед публикой. Тогда же получило развитие его главное произведение, отрывки из которого Романов неизменно включал в свои устные выступления — роман «Русь» (6 частей, 1923—1936; не окончен). Это эпопея об усадебной жизни в России накануне и во время Первой мировой войны, с картинами из жизни господ и мужиков. Основными чертами русского национального характера Романов выделил в эпопее непротивленство, терпение, жертвенность и щедрость, пассивность, наследство христианства; согласно парадигме Романова, под влиянием Первой мировой войны «эти черты начинают трансформироваться, происходит раскачка, и прославленное терпение русского народа, не выдержав, выливается в революцию». Эпопея «Русь» вызвала противоречивые отзывы критики, большинство рецензентов отмечали фрагментарность сюжета и мастерски выписанные отдельные характеры и диалоги. С успехом работал как педагог в детской колонии имени Луначарского.
В 1924 году Романов завершил труд многих лет — повесть «Детство» о дворянской жизни в усадьбе глазами ребёнка. В произведении, написанном от первого лица в мягких, пастельных тонах и насыщенном бытовыми картинами, ярко и достоверно передан колорит предреволюционной среднепоместной жизни, показан таинственный мир восприятия жизни 8-летним мальчиком «с его неожиданными и ожидаемыми очертаниями, красками, звуками, запахами», отношениями с девочками, страхами, предчувствиями и наваждениями. В повествовании автор на личном опыте и сверстников-домочадцев «скрупулёзно, уважительно и тонко» исследует детскую психологию. Повесть высоко оценил Г. В. Адамович.
В середине 1920-х сблизился с литературным обществом «Никитинские субботники», писал популярные пьесы («Землетрясение», «Женщина новой земли»), вызвавшие политический выпад Маяковского (1929) в стихотворении с характерным названием «Лицо классового врага»; этот «враг» якобы «мечтает узреть Романова» и «даёт социальный заказ на „Дни Турбиных“ Булгаковым». В первое десятилетие после Октябрьской революции Романов входил в число наиболее популярных писателей, его рассказы заполняли страницы толстых и тонких литературных журналов, выходили в свет сборники сатирических миниатюр и психологических новелл, на сцене многих театров страны была поставлена одна из первых советских комедий «Землетрясение», первые части многотомной эпопеи «Русь» были выпущены несколькими изданиями.
Написал большое число коротких рассказов, большинство из которых сам Романов считал лишь этюдами для эпопеи «Русь». Это окрашенные лёгкой иронией зарисовки с натуры советского быта; во второй половине 1920-х Романов выступил с рядом социально и политически острых рассказов: «Без черёмухи» (1926), «Суд над пионером», «Право на жизнь, или проблема беспартийности» (1927). Перу Романова принадлежат серьёзные психологические рассказы, в которых соседствуют лиризм и ирония — «Русская душа», «Яблоневый цвет» (в постсоветскую эпоху перепечатывался в глянцевых журналах); в некоторых рассказах трагизм пересекается с сатирой — «Голубое платье», «Хорошие люди». Любовная тема звучит в незатейливых по сюжету, но полных внутреннего драматизма рассказах и повестях «Письма женщины», «Арабская сказка», «Её условия», «Любовь», «Большая семья», «Печаль», «У парома».
Рассказ «Без черёмухи», изображающий любовный быт пролетарской молодежи, вульгарные представления «новых, советских людей» о нравственности — сделал автора всероссийской знаменитостью, его название стало поговоркой, был переведён на несколько языков. В том же ключе и сатирические романы Пантелеймона Романова «Новая скрижаль» (1928), «Товарищ Кисляков» (1930), «Собственность» (1933), изображающие мещанство советского быта, приспособленчество интеллигентов и писателей. Весь этот период Романова преследует систематическая травля советской критики, видящей в его сочинениях сплошную клевету и очернительство, однако он принципиально не желал сдаваться. Свою позицию сатирика Романов обосновывал в речи на Первом съезде советских писателей (1934).
Упрекая Романова в небрежности стиля, Максим Горький вместе с тем называл его писателем талантливым, отмечал, что он «показывает хорошее мастерство, изображая характеры».
А. В. Луначарский ценил Романова за «живость, юмор и прекрасный русский язык».
Композиционно юмористические и сатирические рассказы (где, по выражению А. К. Воронского, за анекдотом скрывается серьёзное содержание) построены схожим образом, фабула их проста, отмечал литературовед Станислав Никоненко. Писатель использует короткие абзацы, редко состоящие более чем из трёх — четырёх предложений. Первые экспозиционные фразы быстро вводят читателя в атмосферу действия, события разворачиваются в короткий промежуток времени, о сути их читатель обычно узнаёт из богатого интонациями диалога, сопровождающегося несколькими авторскими ремарками. Мораль выводится из читательских рассуждений над неожиданным финалом описанных событий. Сам увлекательный рассказ представляет собой лаконичное и ёмкое по содержанию цельное законченное произведение — обобщённое по смыслу и вместе с тем чрезвычайно конкретное. Не используя выразительных эпитетов, определений, морализаторства и назиданий, Романов достигал замечательных эффектов. Непревзойдённым по изяществу и метафорике, вершиной творчества писателя многие критики считали рассказ «Яблоневый цвет», в котором писатель, отталкиваясь от занятного сельского сюжета в подмосковном Бутово 1920-х годов, исследует вневременные нравственные ценности, актуальные и в XXI веке.

### Болезнь и смерть

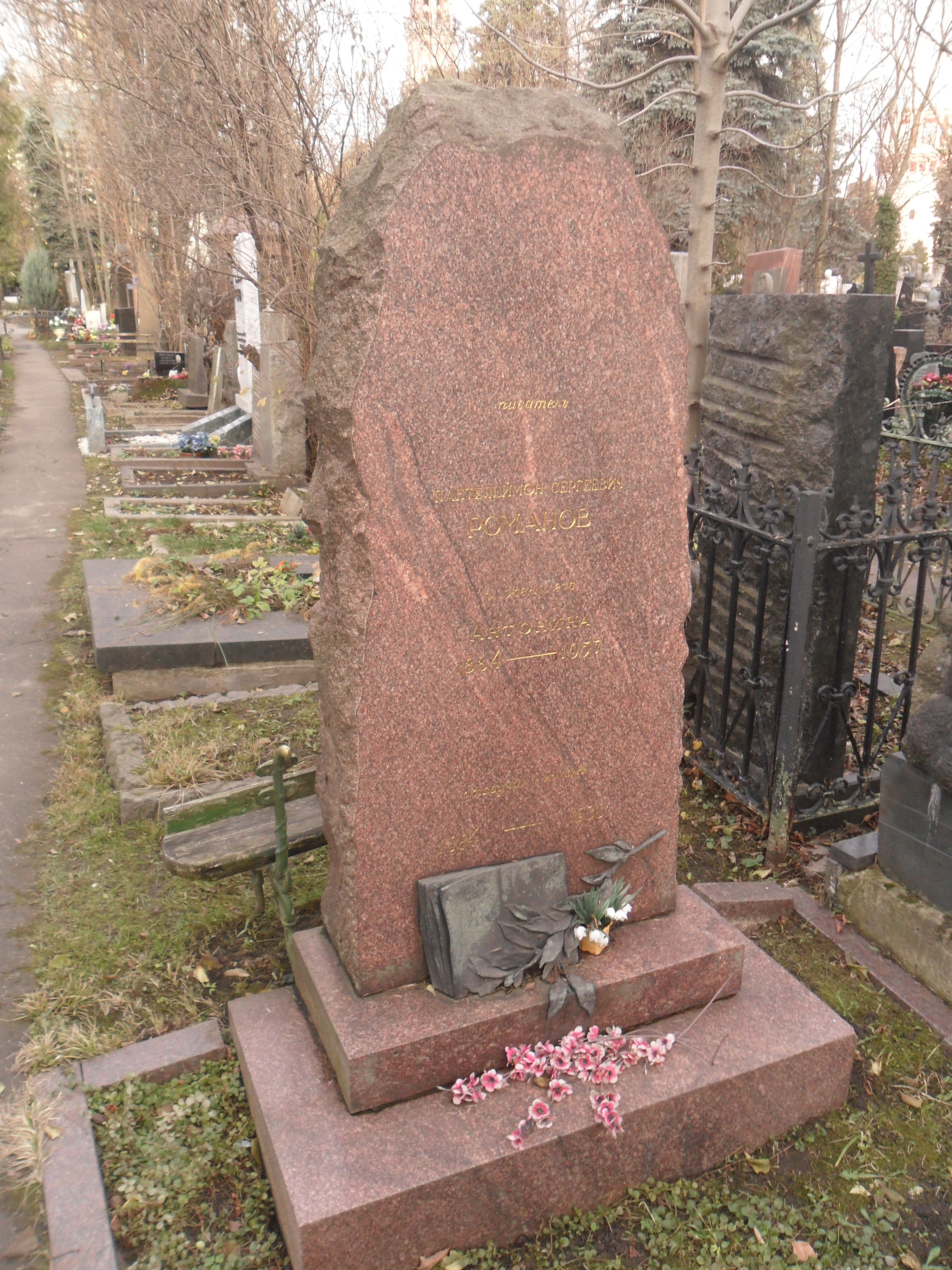
фото могилы

В 1937 году Пантелеймон Романов перенёс инфаркт, умер от лейкемии в Кремлёвской больнице, похоронен на Новодевичьем кладбище. Сочетание даты его смерти — 1938 — с фактом его травли в 1920—1930-е годы стало причиной ошибочных утверждений в ряде изданий 1980-х гг. о том, что он был репрессирован.

## После смерти писателя
После смерти Романова его сочинения впервые были изданы только через 45 лет. В 1984 году в тульском Приокском книжном издательстве тиражом в 100 000 экземпляров был издан сборник, в который были включены повесть «Детство» и рассказы писателя.
В 1988 году в библиотечке журнала «Огонёк» был издан 46-страничный сборник рассказов «Без черёмухи».
В 1990 году трёхсоттысячным тиражом был выпущен 500-страничный сборник рассказов Романова «Без черёмухи» издательством «Правда». 
Рассказ «Лошади английского короля» (предположительный год написания 1937) впервые опубликован по рукописи в 1990 году в сборнике «Повести и рассказы», изданном издательством «Художественная литература».
В 1991 году издательство «Дружба народов» издало двухтомник романа П. С. Романова «Русь».

## Труды

### Прижизненные издания
- Русь. 
  - ч. 1. — М.: Издание М. и С. Сабашниковых;
  - ч. 1-3. — Л.: Прибой, 1926
  - ч. 5-6. — Л.: ГИХЛ, 1936;
  - ч. 1-6. — Рига: Грамату Драугс, 1927
- Три кита. — М.: ГИЗ, 1924
- Землетрясение: Комедия. — М.: Московское театральное издательство, 1925, 1926
- Крепкий народ. — М.: Прожектор, 1925
- Русская душа. — М.: Пролетарий, 1925
- Рассказы. — М.: Изд. «Крестьянской газеты», 1925
- Рассказы. — М.: Московский рабочий, 1925, 1926
- Новые рассказы. — М.: Московский рабочий, 1926. — 112 с.
- Вопросы пола. — Л.: Прибой, 1926
- Гайка. — Л.: Прибой, 1926
- Рассказы о любви. — Л.: Прибой, 1925, 1926
- Юмористические рассказы. — М.: Огонек, 1926
- Рассказы. — М.-Л.: Бегемот, 1926
- Обетованная земля. — М.: Недра, 1926
- Домовой. — М.: Земля и фабрика, 1926
- Черные лепешки. — М.: Недра, 1926, 1928
- Рассказы. — М.: Огонек, 1927. — 56 с.
- Новые рассказы. — М.: Огонек, 1927. — 44 с.
- Без черемухи: Сборник рассказов. М.: Московское товарищество писателей, 1927. 231 с.
- Рассказы. — Рига: Литература, 1927
- Непонятное явление. — М., 1927
- Право на жизнь, или Проблема беспартийности. — М.: Молодая гвардия, 1927
- Из записной книжки писателя (Мысли об искусстве) // Утро: Сб., 1927
- О себе, о критике и о прочем // 30 дней. — № 6
- Вопросы пола. — Рига: Литература, 1928
- Новая скрижаль. — Рига: Литература, 1928; 4-е изд. — 1930
- Голубое платье. / Вступ. статья В. Гадалина. (Сб. рассказов). — Рига: Изд-во «Книжная лавка писателей». 1930 г. — 144 с.
- Товарищ Кисляков // Недра. — 1930. — № 18;
- Три пары шелковых чулок. — Рига: Жизнь и культура, 1930; Берлин: Книга и сцена, 1931
- Путаница. — М.: Московское товарищество писателей, 1932
- Собственность. — М.-Л.: ГИХЛ, 1933. — 296 с. —10 000 экз.
- Рассказы. — М.: Советская литература, 1934
- Рассказы. — М., 1935
- О детях: Путевые заметки писателя // Новый мир. — 1936. — № 1
- Новые люди: Очерки // Новый мир. — 1936. — № 3
- Избранное. — М., 1939
- Собрание сочинений в 7 т. — М.: Никитинские субботники, 1925—1927.
- Полное собрание сочинений в 12 т. — М.: Недра, 1928—1929.
  - 2-е изд. — 1929—1930 (не выходил 9-й том).

### Издания после смерти писателя
- Детство. — Тула: Приокское книжное издательство, 1984.
- Избранные произведения. — М.: Художественная литература, 1988. — ISBN 5-280-00084-1
- Чёрные лепёшки. — М.: Современник, 1988. — ISBN 5-270-00159-4
- Светлые сны. Роман, рассказы. — М.: Московский рабочий, 1990. — ISBN 5-239-00581-8
- Без черёмухи. — М.: Правда, 1990. — ISBN 5-253-00001-1
- Повести и рассказы. — М.: Художественная литература, 1990. — ISBN 5-280-01121-5
- Рассказы. — М.: Правда, 1991. — (Библиотека сатиры и юмора) — ISBN 5-253-00375-4
- Русь. Т. 1-2. — М.: Дружба народов, 1991. — ISBN 5-285-00125-0
- Яблоневый цвет. — М.: Советская Россия, 1991. — ISBN 5-268-01239-8

- Антология сатиры и юмора России XX века. Том 34. — М.: Эксмо, 2004. — ISBN 5-699-07957-2; 5-04-003950-6
- Наука зрения. — М.: Совпадение, 2007. — ISBN 978-5-903060-19-1
- Бессознательное стадо. — СПб.: Леонардо, 2012. — ISBN 978-5-91962-016-7
- Без черёмухи. — М.: Терра, 2016. — ISBN 978-5-4224-1134-4

## Экранизации
- 1994 — Заколдованные